# In the Pocket
| Críticas profissionais | Críticas profissionais |
| Avaliações da crítica  | Avaliações da crítica  |
| Fonte                  | Avaliação              |
| ---------------------- | ---------------------- |
| Allmusic               | }                      |

In the Pocket é o nono álbum de estúdio dos Commodores lançado pela Motown Records em 1981, sendo o último álbum dos Commodores a contar com Lionel Richie, quando o mesmo se separou da banda para seguir carreira solo no ano seguinte. A maior parte do álbum foi gravada no estúdio de gravação Web IV em Atlanta, Georgia, Estados Unidos.
Este álbum continha dois singles de sucesso: "Oh No" e "Lady (You Bring Me Up)", que alcançaram a quarta e a oitava posição nas paradas estadunidenses, respectivamente.

## Faixas
| N.º | Título                     | Letras                                          | Duração |  |
| 1.  | "Lady (You Bring Me Up)"   | Shirley Hanna-King, Harold Hudson, William King | 4:46    |  |
| 2.  | "Saturday Night"           | Hudson, Thomas McClary                          | 5:00    |  |
| 3.  | "Keep on Taking Me Higher" | Hudson, McClary                                 | 5:19    |  |
| 4.  | "Oh No"                    | Lionel Richie                                   | 2:51    |  |

| N.º | Título                 | Letras                 | Duração |  |
| 1.  | "Why You Wanna Try Me" | David Cochrane, Richie | 4:36    |  |
| 2.  | "This Love"            | Walter Orange          | 5:15    |  |
| 3.  | "Been Loving You"      | Orange                 | 3:52    |  |
| 4.  | "Lucy"                 | Richie                 | 4:48    |  |

## Créditos
- Lionel Richie - vocal, piano, teclados, saxofone
- Thomas McClary - vocal, violão
- Milan Williams - teclados
- Ronald LaPread - baixo
- William King - trompeta
- Walter Orange - bateria, vocal, percussão